# BMW Neue Klasse
Die Neue Klasse (interne Modellbezeichnung) 115 (1500), 116 (1600), 118 (1800), 120 (2000 Coupé), 121 (2000) war eine Baureihe des Automobilherstellers BMW und füllte die große Lücke zwischen 700 und „Barockengel“. Unterschiedlichen Quellen zufolge wird die „Neue Klasse“ der oberen Mittelklasse oder auch der Mittelklasse zugerechnet.
Die „Neue Klasse“ wurde von Sommer 1962 bis Frühjahr 1972 hergestellt und danach von der ersten Generation des BMW 5er (E12) abgelöst. 2023 wurde in Analogie der Begriff „Neue Klasse“ von BMW für eine neue elektrische Plattform eingeführt; ähnlich benannte Konzeptfahrzeuge (Vision Neue Klasse und Vision Neue Klasse X) wurden im Sommer 2023 bzw. im Frühjahr 2024 vorgestellt.

## Neue Klasse Limousine

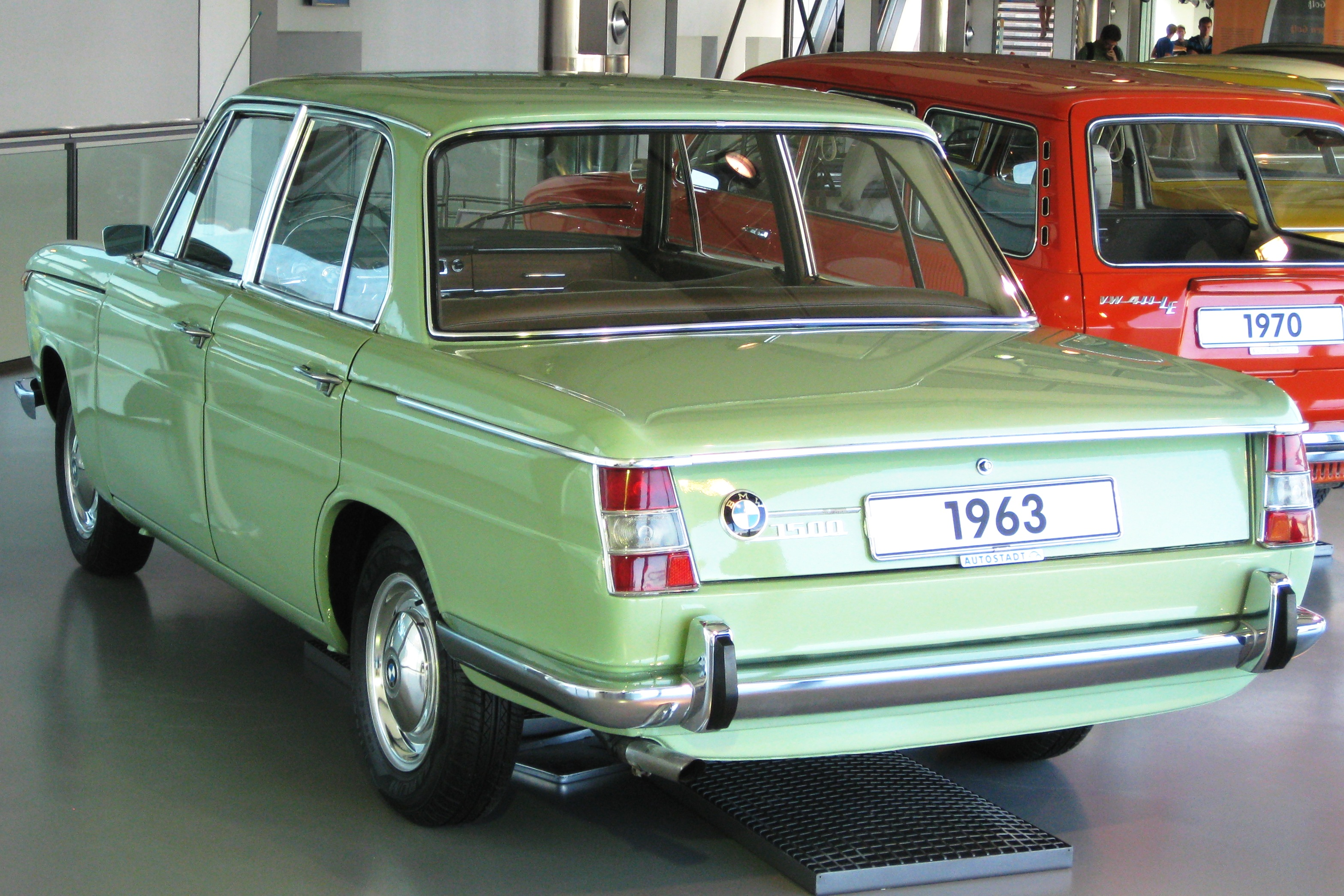
BMW 1500

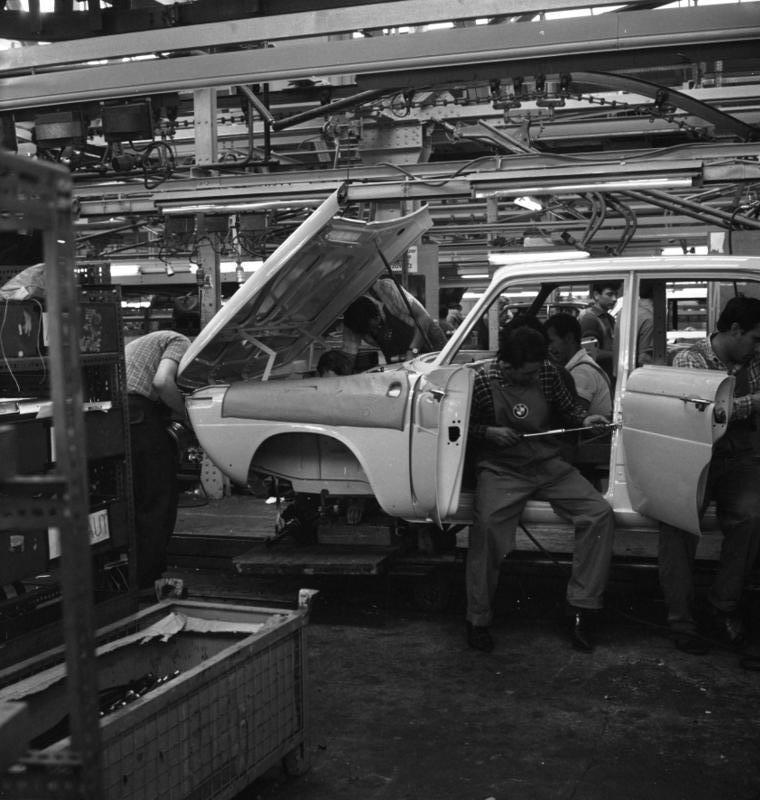
Montage BMW 1800 und 2000 im Werk München

### BMW 1500
1961 wurde die Stufenhecklimousine BMW 1500 (BMW-interne Bezeichnung: Typ 115) auf der IAA vorgestellt und von Fachpresse und Publikum begeistert aufgenommen. Die Karosserie entstand im eigenen Haus unter Wilhelm Hofmeister, damals Leiter der Abteilung Karosserieentwicklung. Giovanni Michelotti – der an der Karosseriegestaltung des BMW 700 mitgewirkt hatte – übte nur eine beratende Funktion aus. Das Auto hatte einen 1,5-Liter-Vierzylindermotor mit obenliegender Nockenwelle und 59 kW (80 PS), die erste Version des von Alexander von Falkenhausen konstruierten BMW-M10-Motors. Der M10-Motor wurde noch bis 1988 im BMW 316/318 der 3er Reihe verwendet. Der Wagen lief 150 km/h Spitze und beschleunigte bei 1050 kg Leergewicht in 16 s auf 100 km/h. Der Tankinhalt betrug 53 Liter – der Verbrauch lag bei 10 l/100 km. Bemerkenswert war die trotz großer Nennleistung gute Elastizität des Motors, der sich aus 25 km/h heraus im größten Gang ruckfrei beschleunigen ließ. Eine Besonderheit des Fahrzeugs waren Drei-Kammer-Rückleuchten, bei denen Schlusslicht (nicht Bremsleuchte, was seinerzeit durchaus üblich war) und Fahrtrichtungsanzeiger in derselben (unteren) Kammer untergebracht waren.
Im August 1962 lief der erste BMW 1500 vom Band. Auf der IAA 1961 wurde der Einstandspreis noch mit 8.500 DM angegeben. Dieser Preis ließ sich aber nicht verwirklichen und so betrug der offizielle Verkaufspreis des viertürigen Wagens 9.485 DM, was unter Berücksichtigung der Inflation einer heutigen Kaufkraft von etwa 24.300 Euro entspricht. Bis Dezember 1964 wurden 23.807 Stück produziert – 1991 waren nur noch 78 Fahrzeuge des Typs BMW 1500 beim Kraftfahrt-Bundesamt gemeldet.

### BMW 1600
Im März 1964 wurde der BMW 1500 durch den BMW 1600 (Typ 116) mit einem 1,6-Liter-Motor und 61 kW (83 PS) ergänzt, wobei die Produktion des BMW 1500 Ende 1964 auslief. Der BMW 1600 wurde bis April 1966 produziert. Zum 50-jährigen Jubiläum der Bayerischen Motoren Werke wurde auf dem Genfer Auto-Salon im März 1966 der zweitürige und kompaktere BMW 1600 vorgestellt. Um eine Verwechslung mit dem viertürigen BMW 1600 zu vermeiden, wurde die Bezeichnung inoffiziell um ein „-2“ ergänzt. Der BMW 1600-2 begründete die eigenständige BMW-02-Serie (Baureihe 114) und erhielt ab 1971 die Bezeichnung 1602.

### BMW 1800

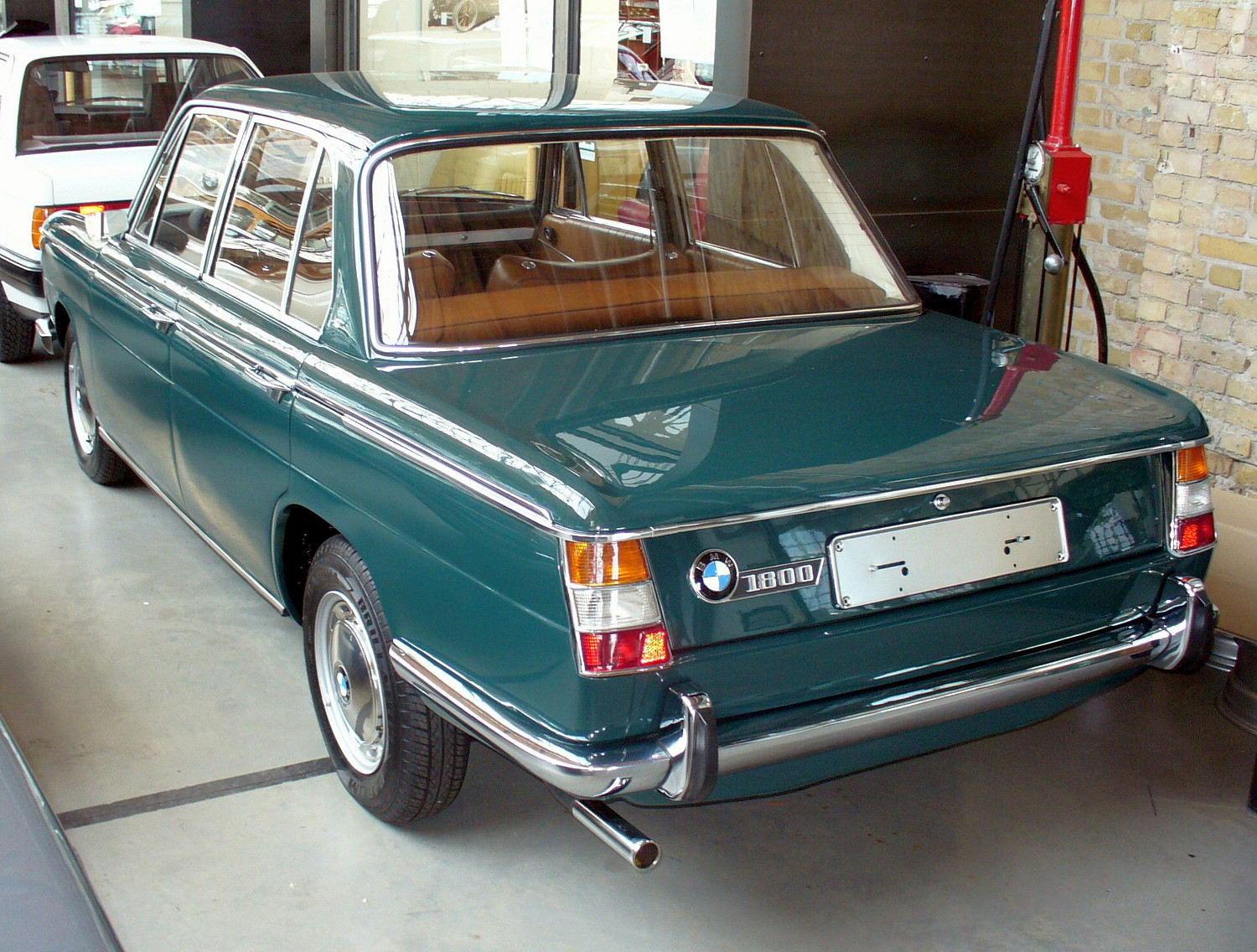
BMW 1800 ab 1963 und bis 1970 ohne größere Rückleuchten

1963 kam der BMW 1800 (Typ 118) mit einem auf 1,8 Liter vergrößerten Motor mit 66 kW (90 PS) hinzu, auch in der sportlichen Variante BMW 1800 TI (Turismo Internazionale) mit einer auf 81 kW (110 PS) gesteigerten Motorleistung. Der 1800er Motor baute auf den Qualitäten des 1500er Aggregats auf, die durch bessere Verwirbelung des Kraftstoff-Luft-Gemisches weiter gesteigert wurden. Wiederum ergab sich eine für damalige Verhältnisse ausgesprochen günstig verlaufende Leistungs- und Drehmomentkurve bei relativ geringem Kraftstoffverbrauch (sofern ein Fallstromvergaser Verwendung fand). Die deutlich höhere Motorleistung des 1800 TI (Turismo Internazionale) erreichten die Ingenieure durch zwei Solex-Horizontal-Doppelvergaser und Erhöhung der Verdichtung auf 9,5 : 1.
Ab 1968 gab es einen neuen, auf dem Motorblock des BMW 2000 basierenden Motor mit wesentlich kürzerem Hub. Maximalleistung und maximales Drehmoment veränderten sich zwar nicht, der Drehmomentverlauf fiel aber noch günstiger aus als zuvor. Gleichzeitig wurde das Äußere, vor allem die Bugpartie, leicht modifiziert; größere und breitere 14"-Reifen wurden verwendet und die Instrumententafel samt Dreispeichenlenkrad neu gestaltet. Zudem wurden die Hinterradaufhängung und Bremsanlage verbessert (Bremskraftverstärker; Zweikreisbremse mit HT-Aufteilung und 4 Bremszylindern vorn) sowie je zwei homokinetische Gelenke an den Antriebswellen eingeführt.
Der BMW 1800 mit Rundscheinwerfern wurde 1970 durch den BMW 2000 1,8 L ersetzt und bekam die Optik des 2000er Modells mit breiten rechteckigen Scheinwerfern sowie den größeren Rückleuchten.

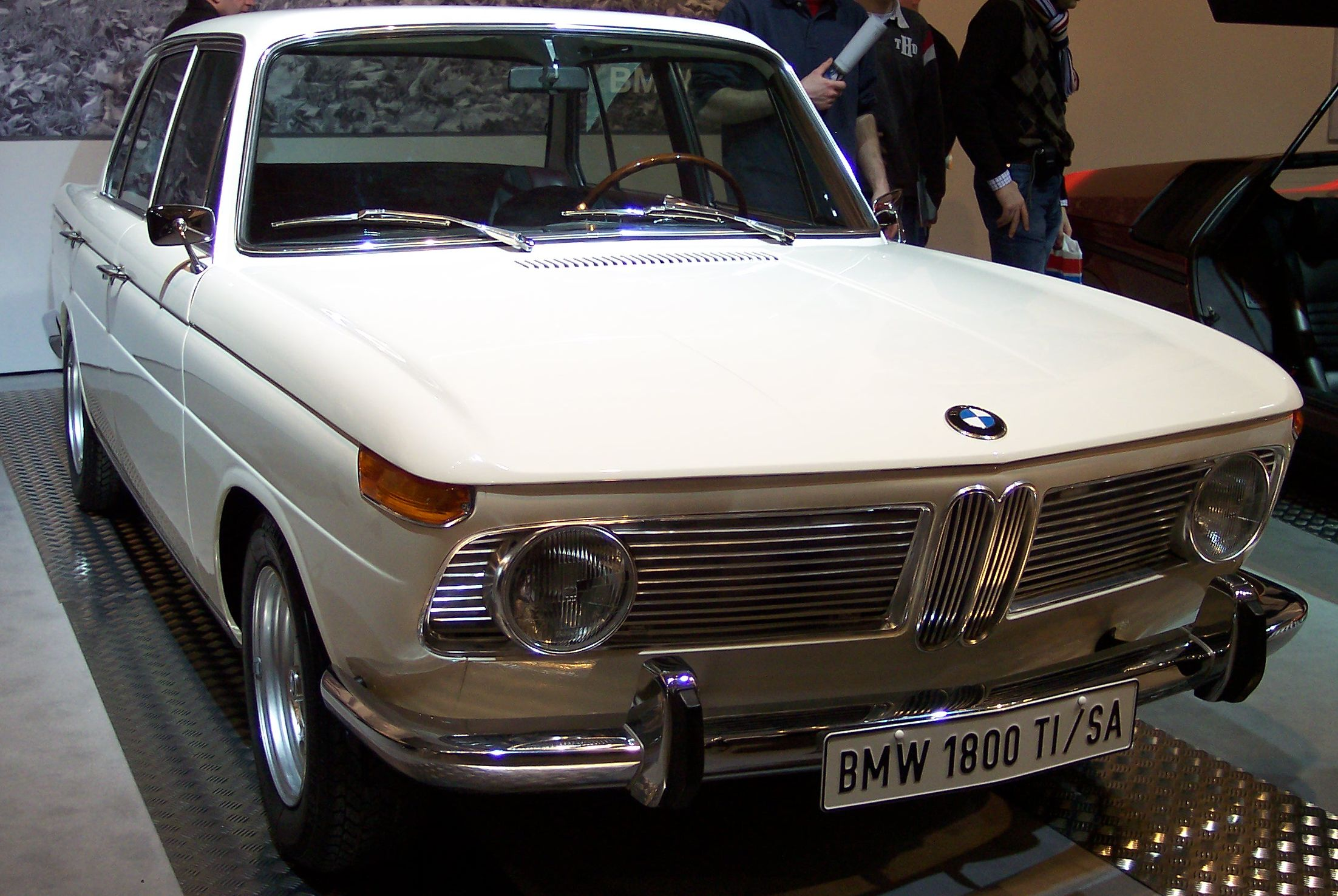
BMW 1800 TI/SA

1965 wurde neben den Standardtypen das Sondermodell BMW 1800 TI/SA (SA=Sonderausführung) in 200 Einheiten als Homologationswagen für den Motorsport gefertigt. Das Fahrzeug erhielten ausschließlich lizenzierte Renn- und Sportfahrer in Europa und den USA. Technisch zeichnet sich der BMW 1800 TI/SA durch folgende Änderungen aus: umfangreiche Modifikationen am Motor (größere Ventile, 300°-Nockenwelle, zwei Weber-Doppelvergaser, Verdichtung 10,5 : 1, Kurbelwelle mit 8 Gegengewichten, damit „mindestens“ 130 PS bei 6100 min−1), Höchstgeschwindigkeit über 180 km/h (Testwert ams 24/1964: 192 km/h), Federbeine vorn mit vergrößerten Lagern und Naben sowie vergrößerten Bremsscheiben, stärkere Stabilisatoren vorn und hinten, Fünfganggetriebe und eine direktere Lenkübersetzung. Äußerlich gleicht der BMW 1800 TI/SA weitgehend dem 1800 TI, so ziert ihn auch nur das Typenschild des BMW 1800 TI. Im Innenraum ist der TI/SA an speziellen Schalensitzen des Typs Restall-Masterfit, einem großen vorstehenden Drehzahlmesser und einem speziellen Holzlenkrad zu erkennen.

### BMW 2000 TI/tilux/tii

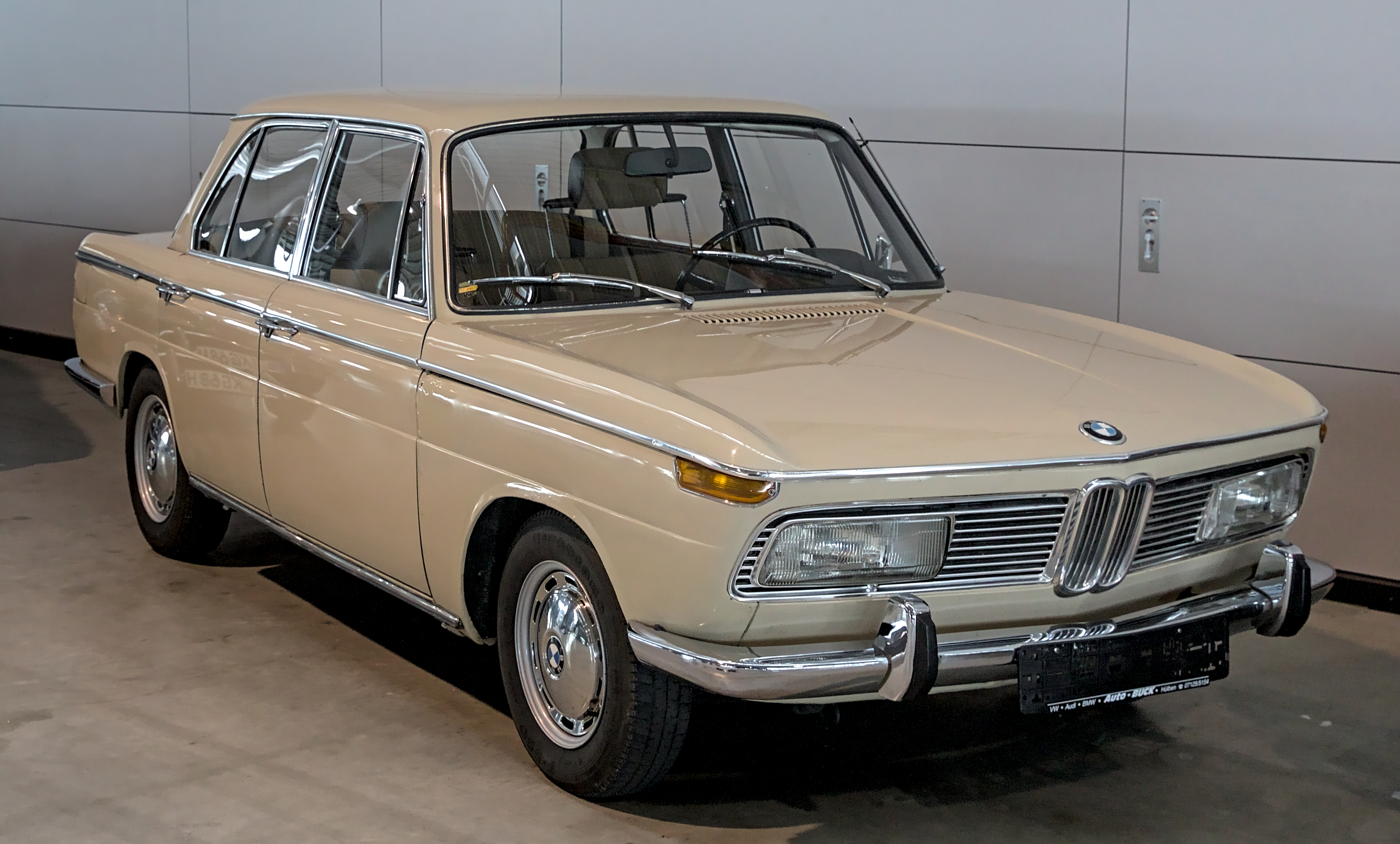
BMW 2000 ab 1966

Sechs Monate nach der Präsentation des Coupés BMW 2000 CA (Typ 120) erschien Anfang 1966 die viertürige Limousine BMW 2000 (Typ 121) mit gegenüber dem BMW 1800 leicht veränderter Form: Statt einfacher Rundscheinwerfer gab es breitere, rechteckige Scheinwerfer, ebenso größere Rückleuchten. Das Fahrwerk war die verstärkte, bereits beim 2000 Coupé verwendete Ausführung.
Ab Mitte 1966 gab es auch eine sportlichere Variante BMW 2000 TI mit zwei Doppelvergasern und 120 PS (88 kW), die allerdings wie der BMW 1800 TI Rundscheinwerfer und schmale Heckleuchten hatte, und eine luxuriöser ausgestattete Variante BMW 2000 TI-lux (später „tilux“) mit dem gleichen Motor, aber der Karosserie des BMW 2000 mit Rechteckscheinwerfern. 1968 gab es verschiedene Verbesserungen am Fahrwerk, siehe BMW 1800. Der BMW 2000 tilux wurde Ende 1969 durch den 2000 tii abgelöst. Dessen Motor leistete 130 PS (96 kW) und war der erste BMW-Motor mit Saugrohreinspritzung. Das zweite „i“ steht für die mechanische Kugelfischer-Benzineinspritzung („injection“).

BMW 2000„TI“-Limousinen der „Neuen Klasse“
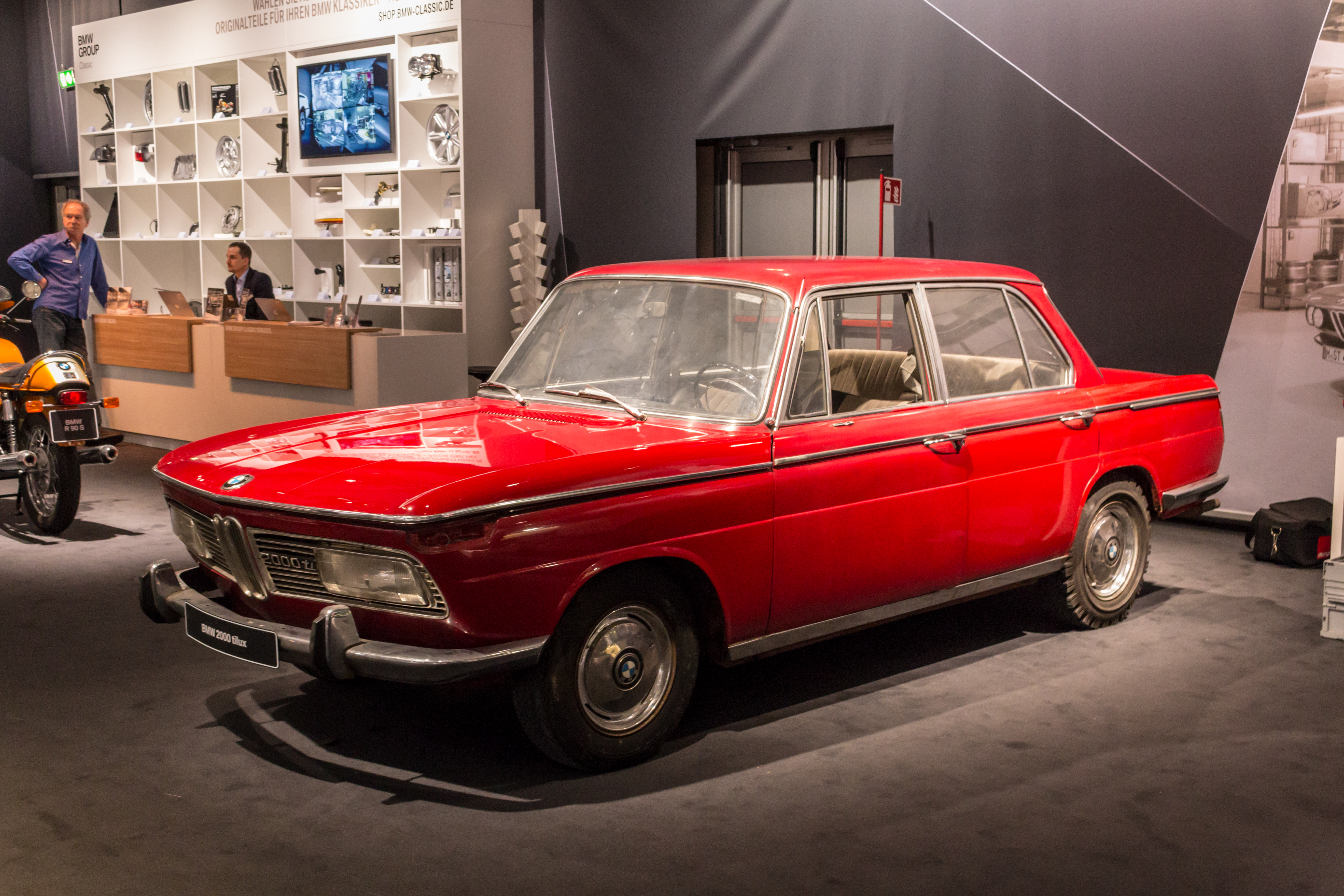
BMW 2000 tilux
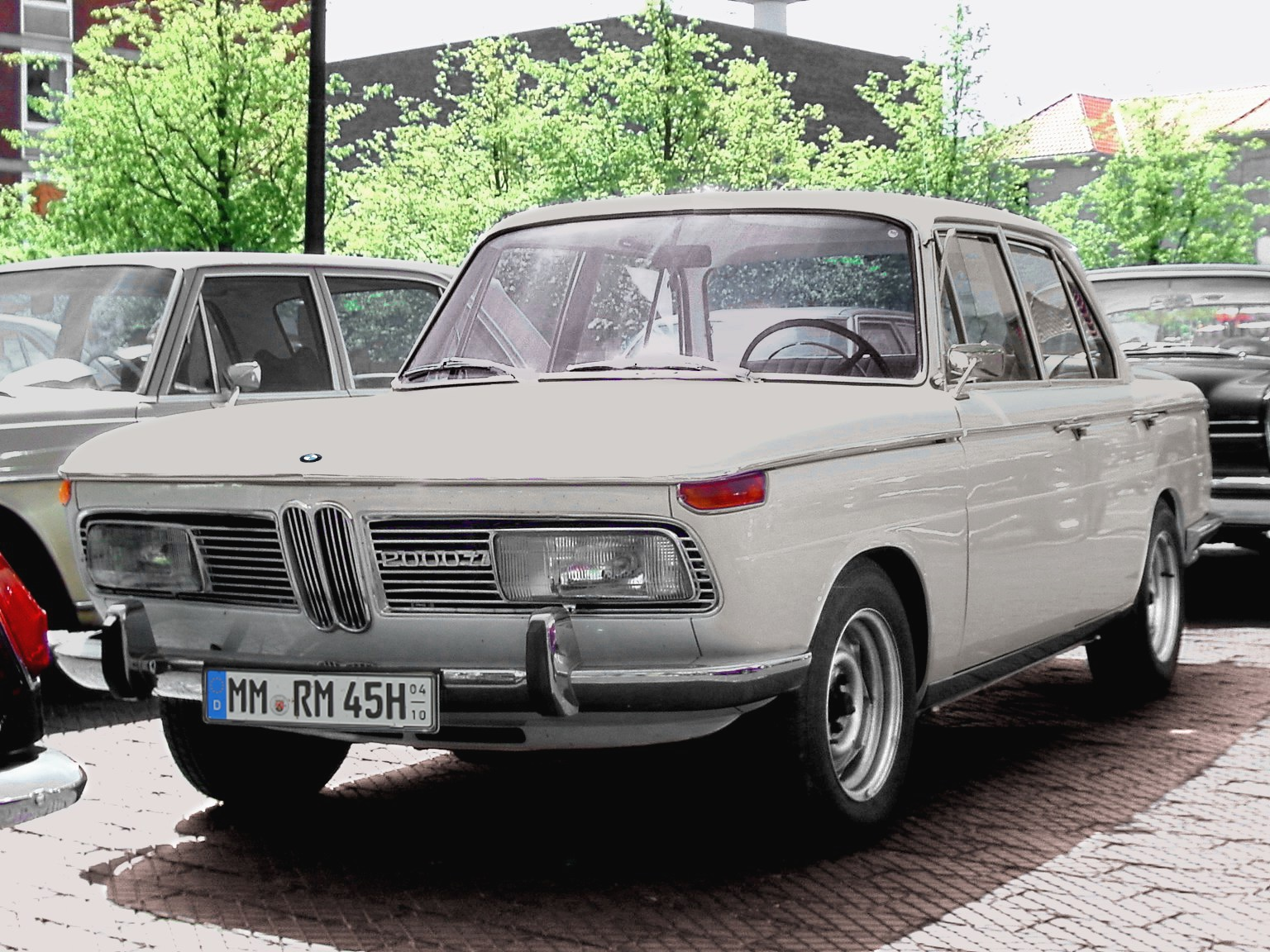
BMW 2000 tilux
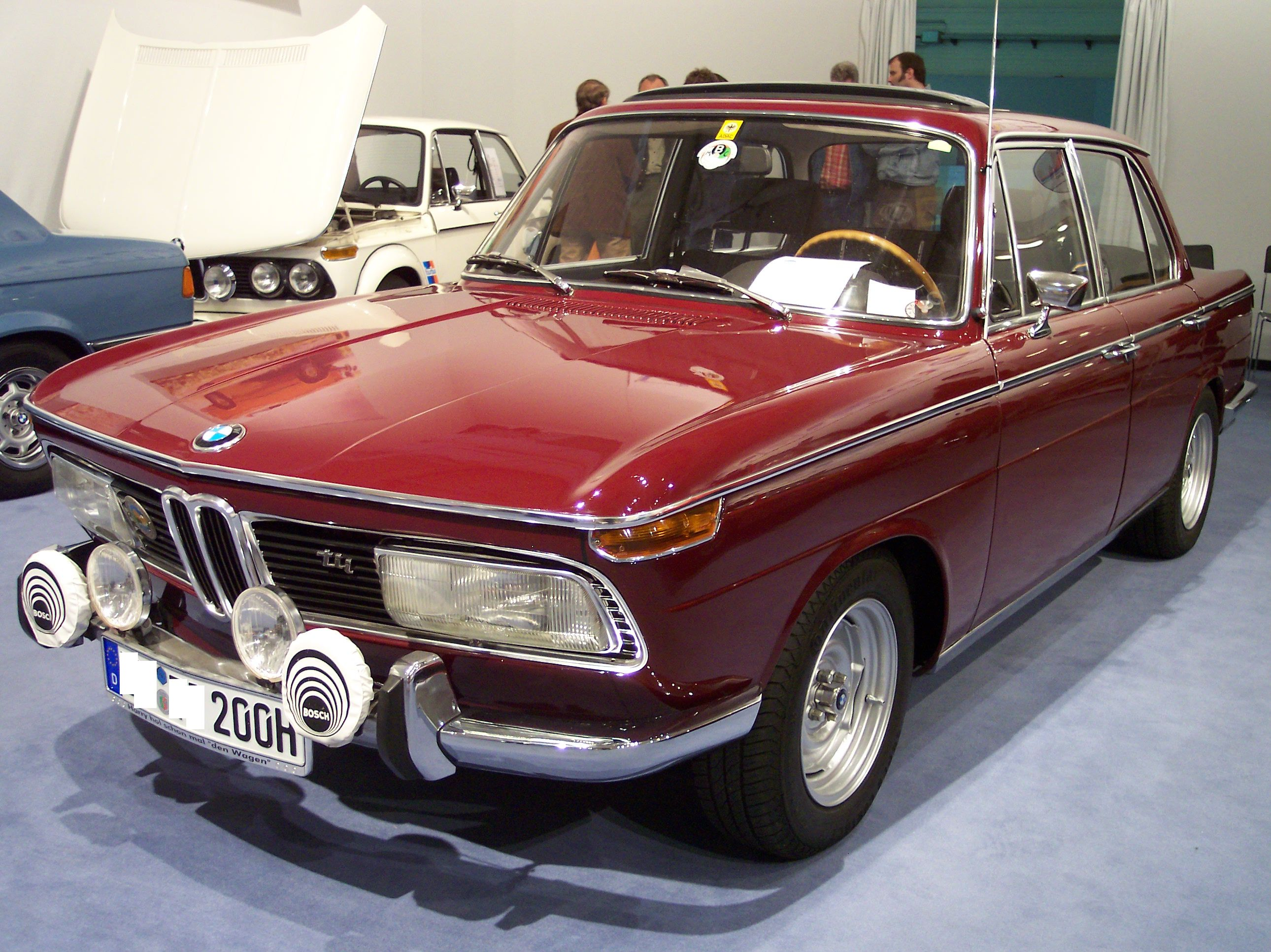
BMW 2000 tii
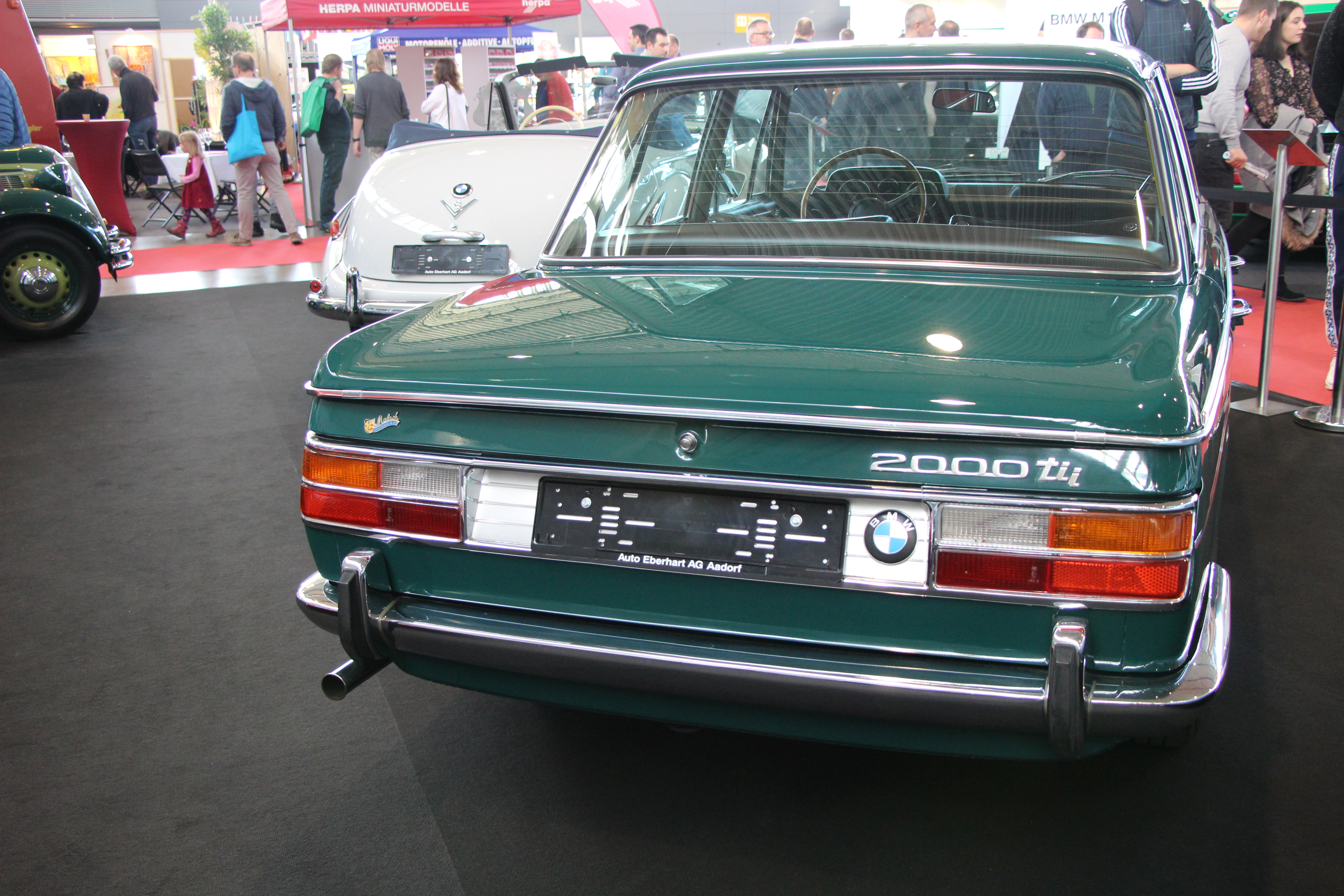
BMW 2000 tii, Heckansicht

### Modellübersicht Limousine
| Fahrzeugtyp:              | BMW 1500 | BMW 1600 | BMW 1800 | BMW 2000 |
| ------------------------- | --- | --- | --- | --- |
| Bauzeit:                  | 1962–1964 | 1964–1966 | 1963–1972 TI: 1963–1966 TI/SA: 1965 | 1966–1972 TI: 1966–1968 tilux: 1966–1970 tii: 1969–1972 |
| Motor:                    | BMW M10 Vierzylinder-Viertakt-Reihenmotor, wassergekühlt; V-förmig hängende Ventile, von einer obenliegenden, kettengetriebenen Nockenwelle über Kipphebel gesteuert; Alu-Zylinderkopf; Kurbelwelle fünffach gelagert | BMW M10 Vierzylinder-Viertakt-Reihenmotor, wassergekühlt; V-förmig hängende Ventile, von einer obenliegenden, kettengetriebenen Nockenwelle über Kipphebel gesteuert; Alu-Zylinderkopf; Kurbelwelle fünffach gelagert | BMW M10 Vierzylinder-Viertakt-Reihenmotor, wassergekühlt; V-förmig hängende Ventile, von einer obenliegenden, kettengetriebenen Nockenwelle über Kipphebel gesteuert; Alu-Zylinderkopf; Kurbelwelle fünffach gelagert | BMW M10 Vierzylinder-Viertakt-Reihenmotor, wassergekühlt; V-förmig hängende Ventile, von einer obenliegenden, kettengetriebenen Nockenwelle über Kipphebel gesteuert; Alu-Zylinderkopf; Kurbelwelle fünffach gelagert |
| Hubraum:                  | 1499 cm3 | 1573 cm3 | 1773 cm3 (bis 7/1968) 1766 cm3 (ab 8/1968) | 1990 cm3 |
| Bohrung × Hub:            | 82 × 71 mm | 84 × 71 mm | 84 × 80 mm (bis 7/1968) 89 × 71 mm (ab 8/1968) | 89 × 80 mm |
| Vergaser:                 | Fallstromvergaser Solex 34 PICB (später 36 PDSI) mit Beschleunigungspumpe und Vordrossel | Fallstromvergaser Solex 36 PDSI mit Beschleunigungspumpe und Vordrossel | Fallstromvergaser Solex 38 PDSI TI: 2 Solex-Flachstrom-Doppelvergaser 40 PHH TI/SA: 2 Weber-Flachstrom-Doppelvergaser 45 DCOE                                                                                         | Fallstromvergaser Solex 40 PDSI TI/tilux: 2 Solex-Flachstrom-Doppelvergaser 40 PHH tii: Saugrohreinspritzung Kugelfischer PL 04                                                                                       |
| Verdichtung:              | 8,8:1 | 8,6:1 | BMW 1800: 8,6:1 BMW 1800 TI: 9,5:1 BMW 1800 TI/SA: 10,5:1 | BMW 2000: 8,5:1 BMW 2000 TI/tilux: 9,3:1 BMW 2000 tii: 10:1 |
| Leistung bei 1/min:       | 59 kW (80 PS) bei 5700 | 61 kW (83 PS) bei 5500 | 66 kW (90 PS) bei 5250 TI: 81 kW (110 PS) bei 5800 TI/SA: 96 kW (130 PS) bei 6100 | 74 kW (100 PS) bei 5500 TI/tilux: 88 kW (120 PS) bei 5500 tii: 96 kW (130 PS) bei 5800 |
| Drehmoment bei 1/min:     | 118 N·m (12 kp·m) bei 3000 | 124 N·m (12,6 kp·m) bei 3000 | 143 N·m (14,6 kp·m) bei 3000 TI: 148 N·m (15,1 kp·m) bei 4000 TI/SA: 157 N·m (16 kp·m) bei 5100–5400 | 157 N·m (16 kp·m) bei 3000 TI/tilux: 167 N·m (17 kp·m) bei 3600 tii: 177 N·m (18 kp·m) bei 4000–4700 |
| Antrieb:                  | Vollsynchronisiertes Viergang-Getriebe (1800 TI/SA: Fünfgang), 1800/2000: auch Dreigangautomatik | Vollsynchronisiertes Viergang-Getriebe (1800 TI/SA: Fünfgang), 1800/2000: auch Dreigangautomatik | Vollsynchronisiertes Viergang-Getriebe (1800 TI/SA: Fünfgang), 1800/2000: auch Dreigangautomatik | Vollsynchronisiertes Viergang-Getriebe (1800 TI/SA: Fünfgang), 1800/2000: auch Dreigangautomatik |
| Karosserie:               | Mittragende Ganzstahlkarosserie mit Bodengruppe verschweißt | Mittragende Ganzstahlkarosserie mit Bodengruppe verschweißt | Mittragende Ganzstahlkarosserie mit Bodengruppe verschweißt | Mittragende Ganzstahlkarosserie mit Bodengruppe verschweißt |
| Fahrwerk:                 | Einzelradaufhängung; vorn: Querlenker mit Federbeinen, auf Wunsch Stabilisator; hinten: Schräglenker mit Schraubenfedern, Teleskopstoßdämpfer; Scheibenbremsen vorn, Trommelbremsen hinten.                           | Einzelradaufhängung; vorn: Querlenker mit Federbeinen, auf Wunsch Stabilisator; hinten: Schräglenker mit Schraubenfedern, Teleskopstoßdämpfer; Scheibenbremsen vorn, Trommelbremsen hinten.                           | Einzelradaufhängung; vorn: Querlenker mit Federbeinen, auf Wunsch Stabilisator; hinten: Schräglenker mit Schraubenfedern, Teleskopstoßdämpfer; Scheibenbremsen vorn, Trommelbremsen hinten.                           | Einzelradaufhängung; vorn: Querlenker mit Federbeinen, auf Wunsch Stabilisator; hinten: Schräglenker mit Schraubenfedern, Teleskopstoßdämpfer; Scheibenbremsen vorn, Trommelbremsen hinten.                           |
| Maße L × B × H:           | 4500 × 1710 × 1450 mm (1420 mm beladen) | 4500 × 1710 × 1450 mm (1420 mm beladen) | 4500 × 1710 × 1450 mm (1420 mm beladen) | 4500 × 1710 × 1450 mm (1420 mm beladen) |
| Leergewicht (fahrfertig): | 1050 kg | 1050 kg | BMW 1800: 1070 kg BMW 1800 TI & TI/SA: 1040 kg | BMW 2000: 1150 kg BMW 2000 TI/tilux: 1130 kg BMW 2000 tii: 1140 kg |
| Höchstgeschwindigkeit:    | 150 km/h | 150 km/h | 160 km/h TI: 170 km/h TI/SA: über 180 km/h | 168 km/h TI/tilux: 180 km/h tii: 185 km/h |
| Stückzahl:                | 23.554 | 9.728 | 147.160 (davon TI/SA: 200) | 143.464 |

## Motorsport

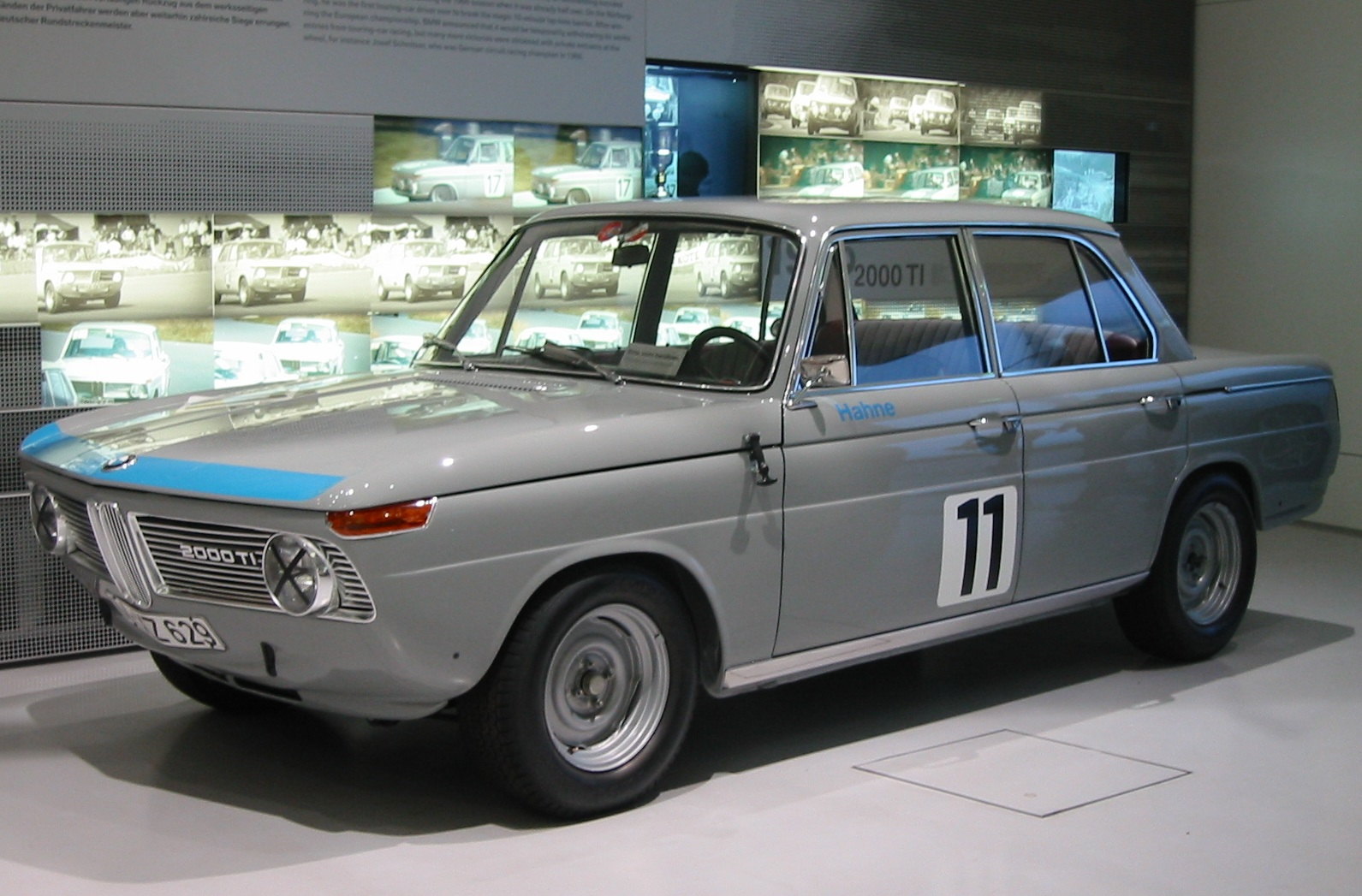
Werks BMW 2000 TI gefahren von Hubert Hahne (1966 Nürburgring)

1964 dominierte Hubert Hahne mit einem BMW 1800 TI die Deutsche Rundstreckenmeisterschaft, wobei er 14 der 16 Rennen gewann. Im selben Jahr fuhr Hahne beim 12-Stunden-Rennen für Tourenwagen auf dem Nürburgring den Gesamtsieg heraus.
1965 gewannen Pascal Ickx und Gérard Langlois van Ophem mit dem Werks-Rennwagen das 24-Stunden-Rennen von Spa-Francorchamps und ambitionierte Privatfahrer errangen mit dem BMW 1800 TI/SA zahlreiche Siege.
1966 umrundete Hubert Hahne mit einem BMW 2000 TI als erster Tourenwagenfahrer die Nürburgring-Nordschleife unter zehn Minuten. In einem Rahmenrennen zum Großen Preis von Deutschland fuhr er am 6. August 1966 die Strecke in 9:58,5 (oder 9:58,9) Minuten. Auf BMW 2000 TI gewann er im selben Jahr zusammen mit Jacky Ickx das 24-Stunden-Rennen von Spa-Francorchamps und wurde darüber hinaus Tourenwagen-Europameister.
Weitere bekannte Fahrer der viertürigen Tourenwagen waren Rauno Aaltonen, Dieter Basche, Heinz Eppelein, Dieter Glemser, Jürgen Grähser, Ferfried Prinz von Hohenzollern, Helmut Kelleners, Hans-Peter Koepchen, Nicolas Koob, Hans Koster, Freddy Kottulinsky, David van Lennep, Gijs van Lennep, Wim Loos, Willy Mairesse, Klaus Miersch, Dieter Quester, Clemens Schickentanz und Josef Schnitzer.

## Neue Klasse Coupé

### BMW 2000 C/CA/CS

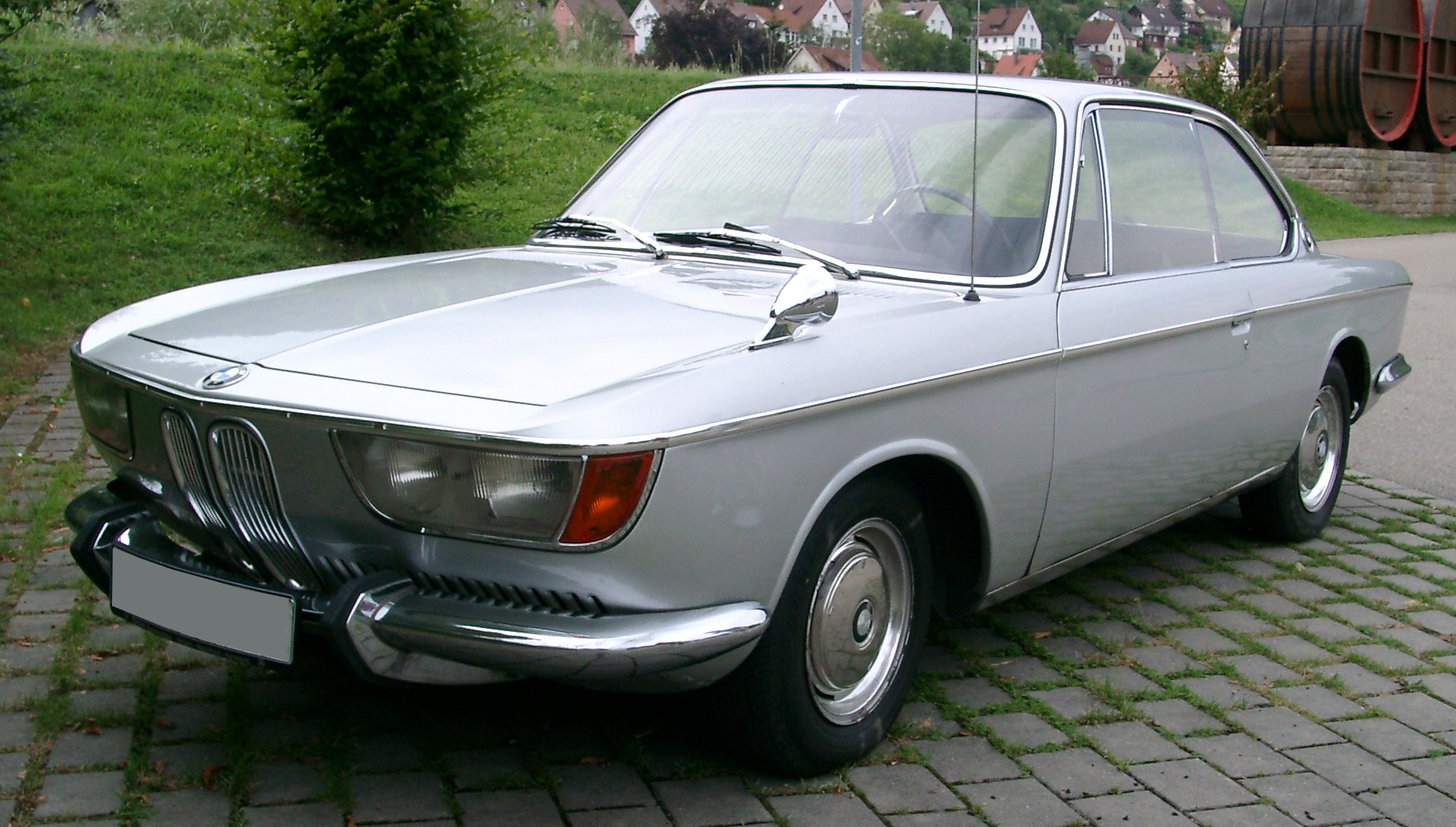
BMW 2000 CS (1965–1970)

Das von BMW-Designer Wilhelm Hofmeister („Hofmeister-Knick“) entworfene Coupé der Neuen Klasse wurde im Juni 1965 als „komfortabler Reisewagen mit sportlichem Herz für große Fahrt“ vorgestellt. Erst am 22. November 1965 lief bei Karmann in Osnabrück die Herstellung der Coupé-Karosserien an.
Das Fahrwerk entsprach weitgehend dem der bisherigen Limousine-Typen. Der 1,8-Liter-Vierzylinder wurde auf 2,0-Liter aufgebohrt, wobei auch die Form des Brennraums neu gestaltet und Strömungswiderstände durch geänderte Ansaugwege nochmals verringert werden konnten. Ergänzt wurde der neue Motor um einen Solex-Doppelvergaser. Es gab ihn mit 120 PS im BMW 2000 CS (Typ 120) und mit 100 PS im BMW 2000 CA mit Dreigangautomatik. Als BMW 2000 C mit 100 PS und Schaltgetriebe wurde der Wagen ab Mai 1967 bis 1968 angeboten. Vom BMW 2000 C wurden nur 443 Stück hergestellt. Obwohl im September 1968 der BMW 2800 CS (Baureihe E9) vorgestellt wurde, blieben die BMW 2000 CA und CS bis Mitte 1970 als preiswerte Alternative im BMW-Programm. Bei der Wilhelm Karmann GmbH verließen zwischen dem 22. November 1965 und dem 11. Juli 1970 exakt 13.151 Rohkarosserien und zwischen dem 18. August 1968 und dem 24. Februar 1970 genau 549 Komplettfahrzeuge das Werk, also insgesamt 13.700 Neue-Klasse-Coupés.
Unüblich im damaligen Straßenbild war die für das BMW-2000-Coupé lieferbare Farbe Silbergrau (bei BMW „Polaris neu“ genannt), in der der Wagen, neben der Farbe „Chamonix“ (Elfenbein), häufig geordert wurde.

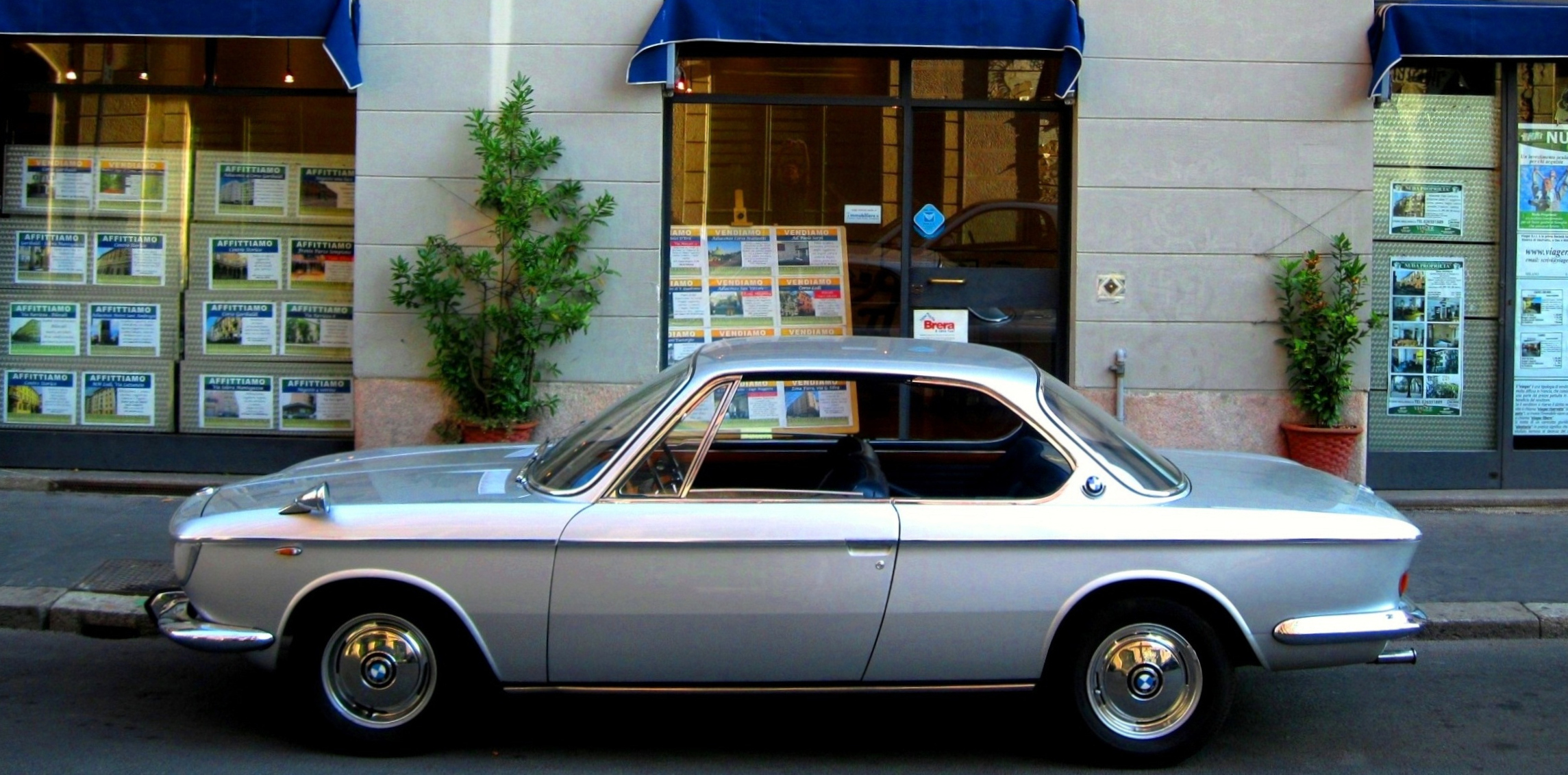
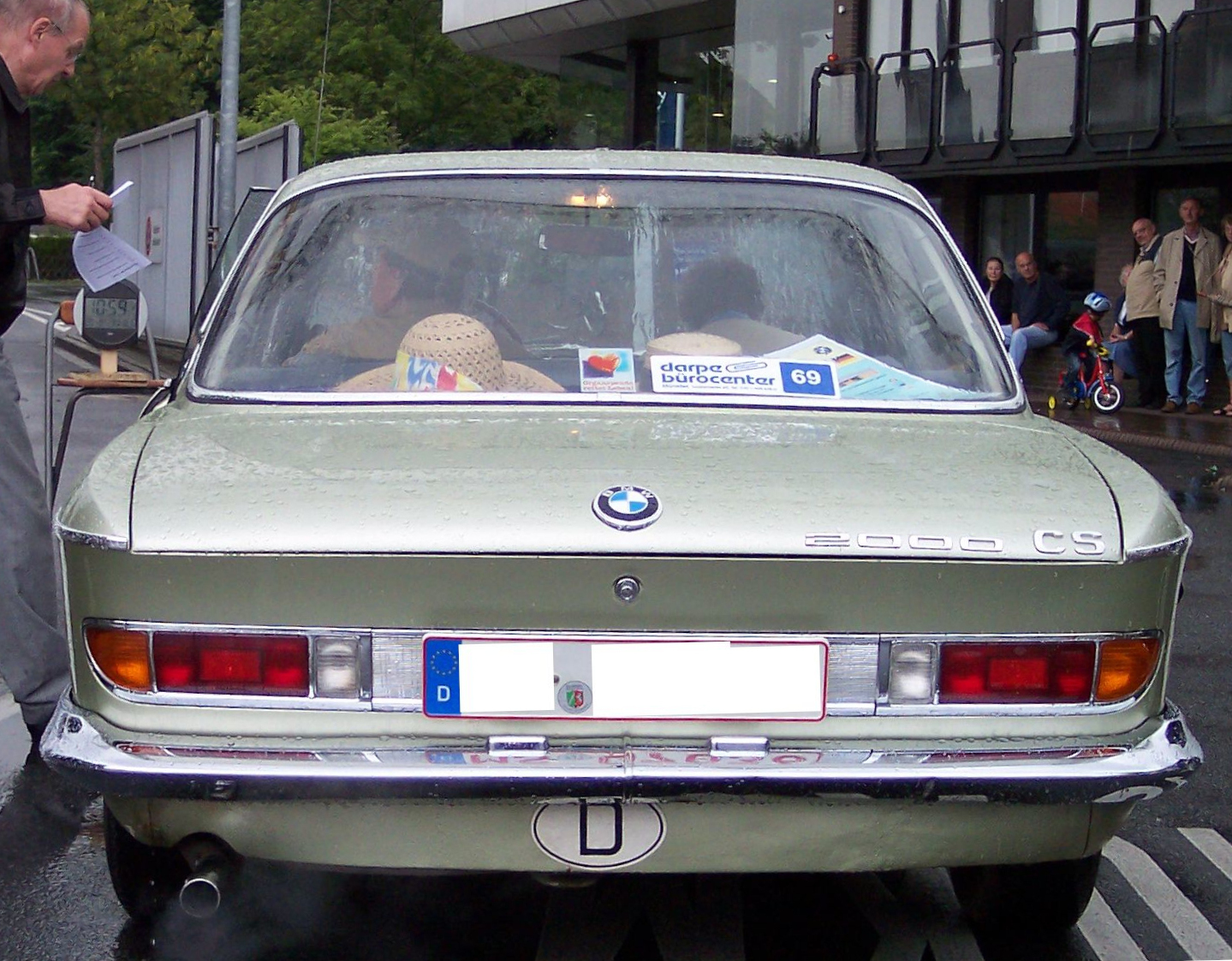
Heckansicht
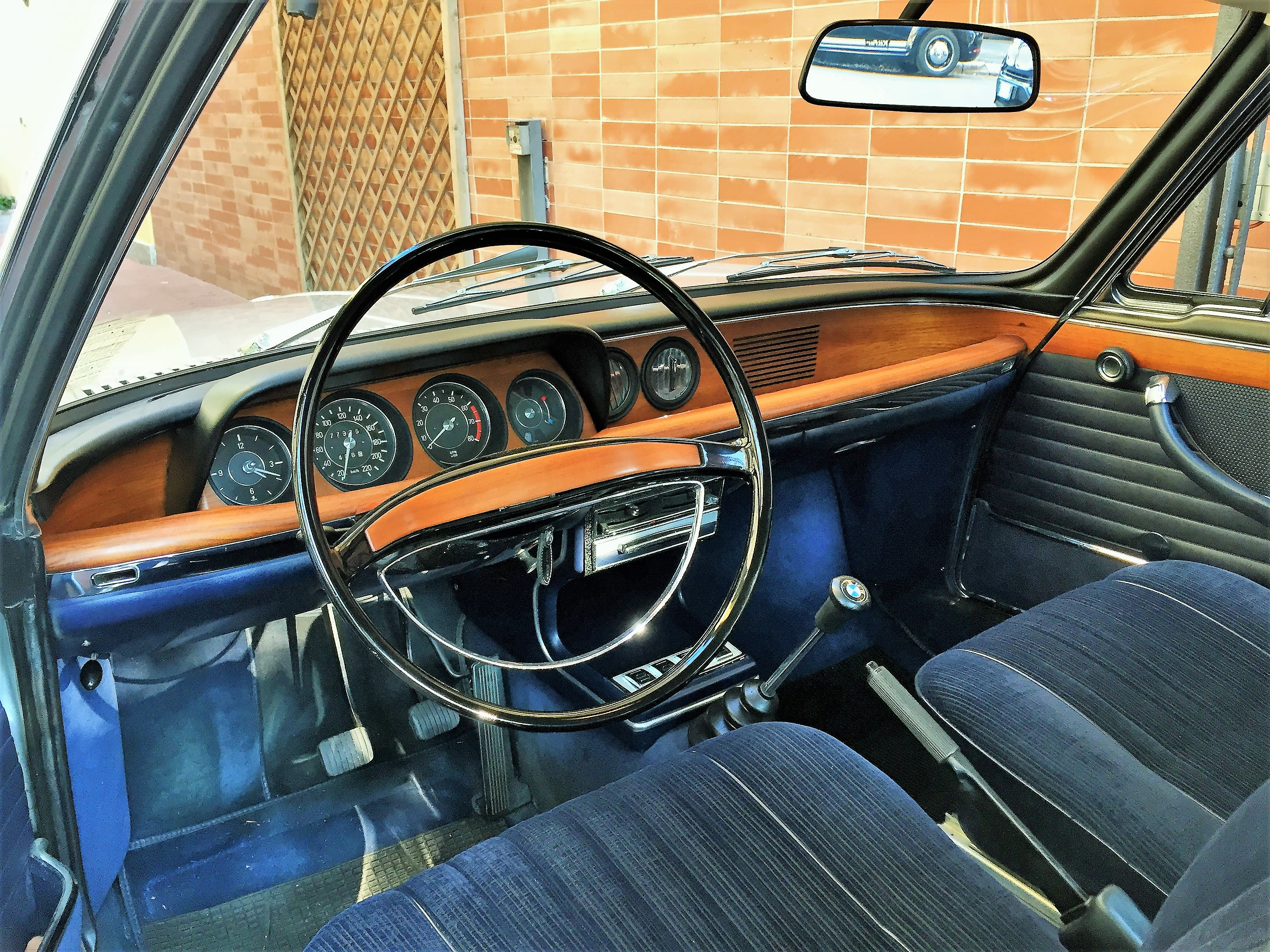
Innenraum
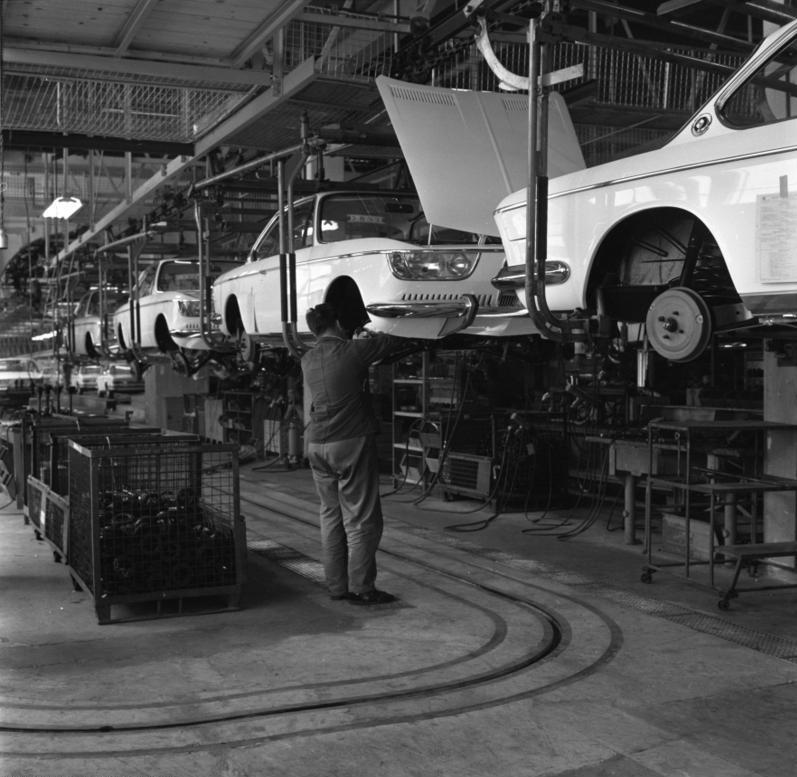
Fertigung in München

### Modellübersicht Coupé
| Fahrzeugtyp:                 | BMW 2000 C, CA (Automatik) | BMW 2000 CS |
| ---------------------------- | --- | --- |
| Bauzeit:                     | C: 1967–1968 CA: 1965–1970 | 1965–1970 |
| Motor:                       | Vierzylinder-Viertakt-Reihenmotor, wassergekühlt; V-förmig hängende Ventile, von einer obenliegenden, kettengetriebenen Nockenwelle über Kipphebel gesteuert; Alu-Zylinderkopf; Kurbelwelle fünffach gelagert | Vierzylinder-Viertakt-Reihenmotor, wassergekühlt; V-förmig hängende Ventile, von einer obenliegenden, kettengetriebenen Nockenwelle über Kipphebel gesteuert; Alu-Zylinderkopf; Kurbelwelle fünffach gelagert |
| Hubraum:                     | 1990 cm3 | 1990 cm3 |
| Bohrung × Hub:               | 89 × 80 mm | 89 × 80 mm |
| Vergaser:                    | 1 Fallstromvergaser Solex 40 PDSI | 2 Flachstrom-Doppelvergaser Solex 40 PHH |
| Verdichtung:                 | 8,5:1 | 9,3:1 |
| Leistung bei 1/min:          | 74 kW (100 PS) bei 5500 | 88 kW (120 PS) bei 5500 |
| Drehmoment bei 1/min:        | 157 Nm (16 mkp) bei 3000 | 167 Nm (17 mkp) bei 3600 |
| Antrieb:                     | Vollsynchronisiertes Viergang-Getriebe (Typ 2000 C und CS) bzw. Dreigangautomatik mit hydraulischen Wandler (Typ 2000 CA)                                                                                     | Vollsynchronisiertes Viergang-Getriebe (Typ 2000 C und CS) bzw. Dreigangautomatik mit hydraulischen Wandler (Typ 2000 CA)                                                                                     |
| Karosserie:                  | Selbsttragende Ganzstahlkarosserie | Selbsttragende Ganzstahlkarosserie |
| Fahrwerk:                    | Einzelradaufhängung (vorn Querlenker mit Federbeinen; hinten Schräglenker mit Schraubenfedern; Typ 2000 CS v+h Stabilisator), Teleskopstoßdämpfer                                                             | Einzelradaufhängung (vorn Querlenker mit Federbeinen; hinten Schräglenker mit Schraubenfedern; Typ 2000 CS v+h Stabilisator), Teleskopstoßdämpfer                                                             |
| Radstand:                    | 2550 mm | 2550 mm |
| Maße L × B × H:              | 4530 × 1675 × 1360 mm (1330 mm beladen) | 4530 × 1675 × 1360 mm (1330 mm beladen) |
| Leergewicht (fahrfertig):    | 1180 kg | 1180 kg |
| Höchstgeschwindigkeit:       | 172 km/h | 185 km/h |
| Beschleunigung (0–100 km/h): | 15 s (mit Automatik) | 10,5 s |
| Stückzahl:                   | 3249 (2000 CA); 443 (2000 C) | 9999 |

## Produktionszahlen BMW neue Klasse
Die Gesamt-Stückzahl von Typ 115, Typ 118 und Typ 121 betrug mehr als 354.000 Fahrzeuge.
Zu den CKD-Werken zählte unter anderen das Werk in Belgien, welches zwischen Antwerpen und Malines lag. Durch die CKD-Bauweise konnte die mengenmäßige Einfuhrbeschränkung umgangen werden. Neben den Fahrzeugen für den heimischen Markt wurden auch Rechtslenker für den Export nach England  dort produziert. Belgien produzierte von 1959 bis 1973 Fahrzeuge für BMW (Isetta, BMW 600, BMW 700, neue Klasse).
Das CKD-Werk Portugal produzierte von 1968 bis 1981 insgesamt 15.000 Fahrzeuge, unter anderem auch BMW 1600.
Das CKD-Werk Uruguay produzierte von 1958 bis 1991 für BMW. Ab 1968 wurden BMW-1600-Modelle produziert.
| Jahr                  | 1962  | 1963   | 1964   | 1965   | 1966        | 1967        | 1968        | 1969        | 1970        | 1971   | 1972  | 1973  | 1974 | Summe   | Summe laut BMW Classic |
| --------------------- | ----- | ------ | ------ | ------ | ----------- | ----------- | ----------- | ----------- | ----------- | ------ | ----- | ----- | ---- | ------- | ---------------------- |
| 1500                  | 1.737 | 19.643 | 2.436  |        |             |             |             |             |             |        |       |       |      | 23.816  | 23.807                 |
| 1600                  |       |        | 2.131  | 6.395  | 1.202       |             |             |             |             |        |       |       |      | 9.728   | 9.728                  |
| 1800                  |       | 8.353  | 33.254 | 50.675 | 13.397      | 9.312       | 7.844       | 11.273      | 14.837      | 7.653  |       |       |      | 164.442 | 137.513                |
| 1800 TI               |       |        |        |        |             |             |             |             |             |        |       |       |      |         | 20.549                 |
| 1800 TI RL            |       |        |        |        |             |             |             |             |             |        |       |       |      |         | 567                    |
| 2000                  |       |        |        | 57     | 43.431      | 34.418      | 26.350      | 22.420      | 17.625      | 10.603 | 337   |       |      | 181.591 | 114.087                |
| 2000 TI               |       |        |        |        |             |             |             |             |             |        |       |       |      |         | 6.482                  |
| 2000 tilux            |       |        |        |        |             |             |             |             |             |        |       |       |      |         | 17.440                 |
| Summe                 | 1.737 | 27.996 | 37.821 | 57.127 | 58.030      | 43.730      | 34.194      | 33.693      | 32.462      | 18.256 | 337   | 0     | 0    | 379.577 | 330.173                |
| 1600 CKD              |       |        |        | 550    |             |             |             |             |             |        |       |       |      | 550     | 550                    |
| 1800 CKD              |       |        | 2      | 847    | 1.090       | 264         | 2.561       | 1.576       | 878         | 140    | 205   | 413   | 384  | 9.238   | 3.958                  |
| 2000 CKD              |       |        |        |        | 1.494       | 1.078       | 1.184       | 1.846       | 1.670       | 725    | 689   | 1.036 | 372  | 11.764  | 5.680                  |
| Summe incl. CKD       | 1.737 | 27.996 | 37.823 | 58.524 | 60.614      | 45.072      | 37.939      | 37.115      | 35.010      | 19.121 | 1.231 | 1.449 | 756  | 401.129 | 340.361                |
| 2000 C                |       |        |        | 0      | siehe unten | siehe unten | siehe unten | siehe unten | siehe unten |        |       |       |      | 3.692   | 3.692                  |
| 2000 CS               |       |        |        | 57     | 7.192       | 3.800       | 1.641       | 822         | 179         |        |       |       |      | 9.999   | 9.999                  |
| Summe incl. 2000 C/CS | 1.737 | 27.996 | 37.823 | 58.581 | 67.806      | 48.872      | 39.980      | 37.937      | 35.189      | 19.121 | 1.231 | 1.449 | 756  | 401.129 | 354.052                |

## Wirtschaftlicher Erfolg

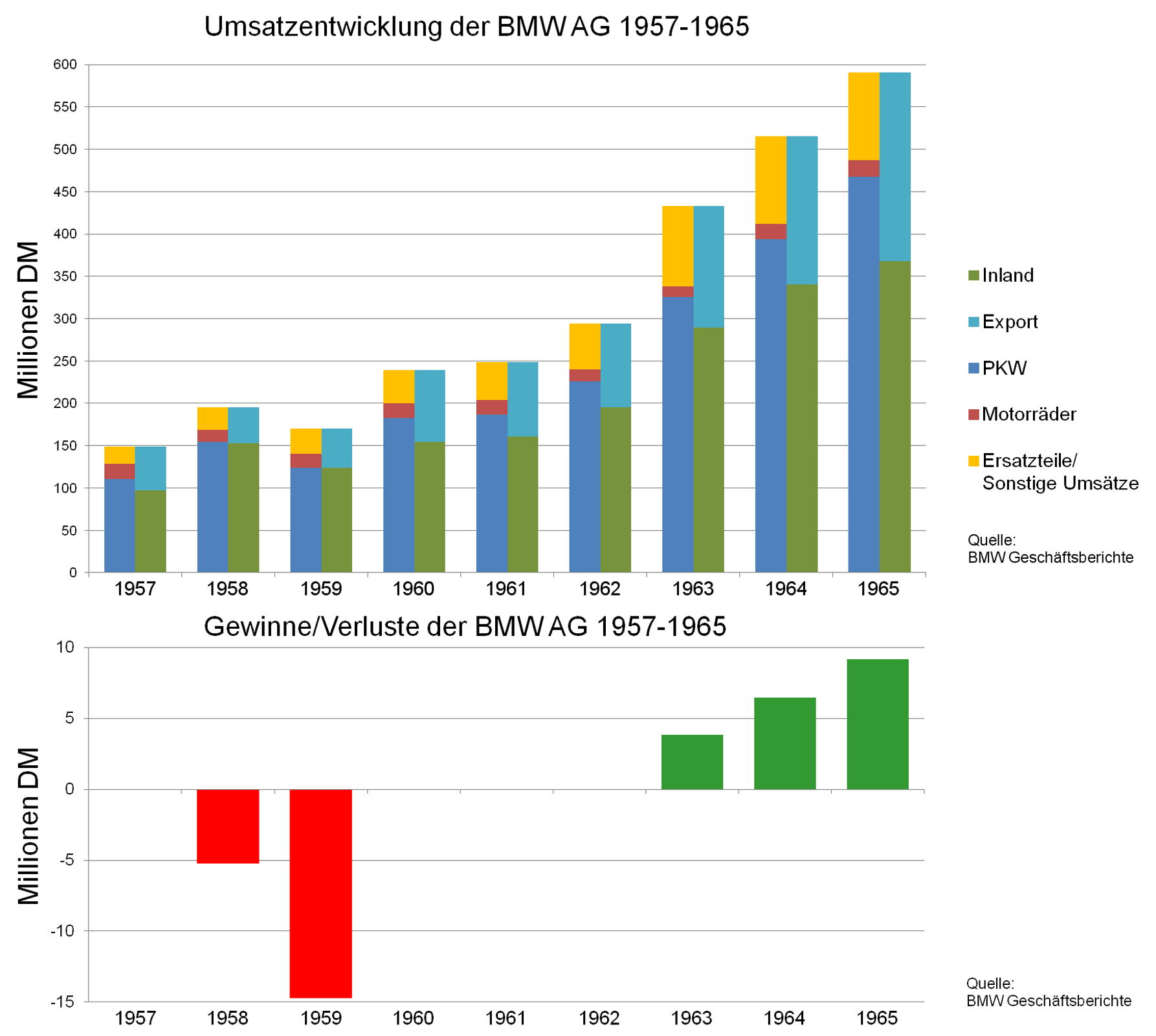
Umsatz, Gewinne und Verluste der BMW AG in den Jahren 1957–1965

Bereits seit 1953/54 arbeitete man bei BMW an Plänen für einen Mittelwagen, für die Verwirklichung fehlte es aber zunächst an den finanziellen Möglichkeiten. Rückblickend formulierte Der Spiegel 1965, BMW habe 1959/60 nur Autos für „Tagelöhner und Generaldirektoren“ gebaut.
Nachdem der BMW 700 die BMW AG wieder in die Gewinnzone gebracht hatte, die MAN (Maschinenfabrik Augsburg-Nürnberg) sich mit 50 Prozent am Stammkapital der BMW-Tochtergesellschaft Triebwerkbau GmbH beteiligte und außerdem einen Kredit von 20 Millionen DM auf zehn Jahre gewährte und der Industrielle Herbert Quandt mit seinem beträchtlichen finanziellen Engagement zur Sanierung von BMW und durch Absicherung von Betriebsmittelkrediten dazu beigetragen hatte, dass die Banken wieder Vertrauen in das Unternehmen setzten, waren die Voraussetzungen für die Produktion des Mittelwagens gegeben. Im August 1962 begann die Serienfertigung des BMW 1500. BMW lagen zu diesem Zeitpunkt 20.000 Bestellungen für den Wagen vor.
1962 schloss das Geschäftsjahr ohne Gewinn, aber auch – entgegen der Prognose – ohne Verlust; der Umsatz betrug 294 Millionen Mark. Im Geschäftsjahr 1963 erhöhte sich der Umsatz gegenüber 1962 um 47 Prozent auf 433 Millionen Mark und zum ersten Mal seit genau zwei Jahrzehnten zahlte das Werk wieder eine Dividende in Höhe von sechs Prozent. Dank der Geschäfts- und Typenpolitik des neuen Managements konnte bereits 1964 das Sanierungswerk erfolgreich beendet werden. Die Neue Klasse wurde zu einem großen Erfolg, wobei bis 1972 insgesamt 329.626 Limousinen produziert wurden.

## Ausgangspunkt späterer BMW-Baureihen

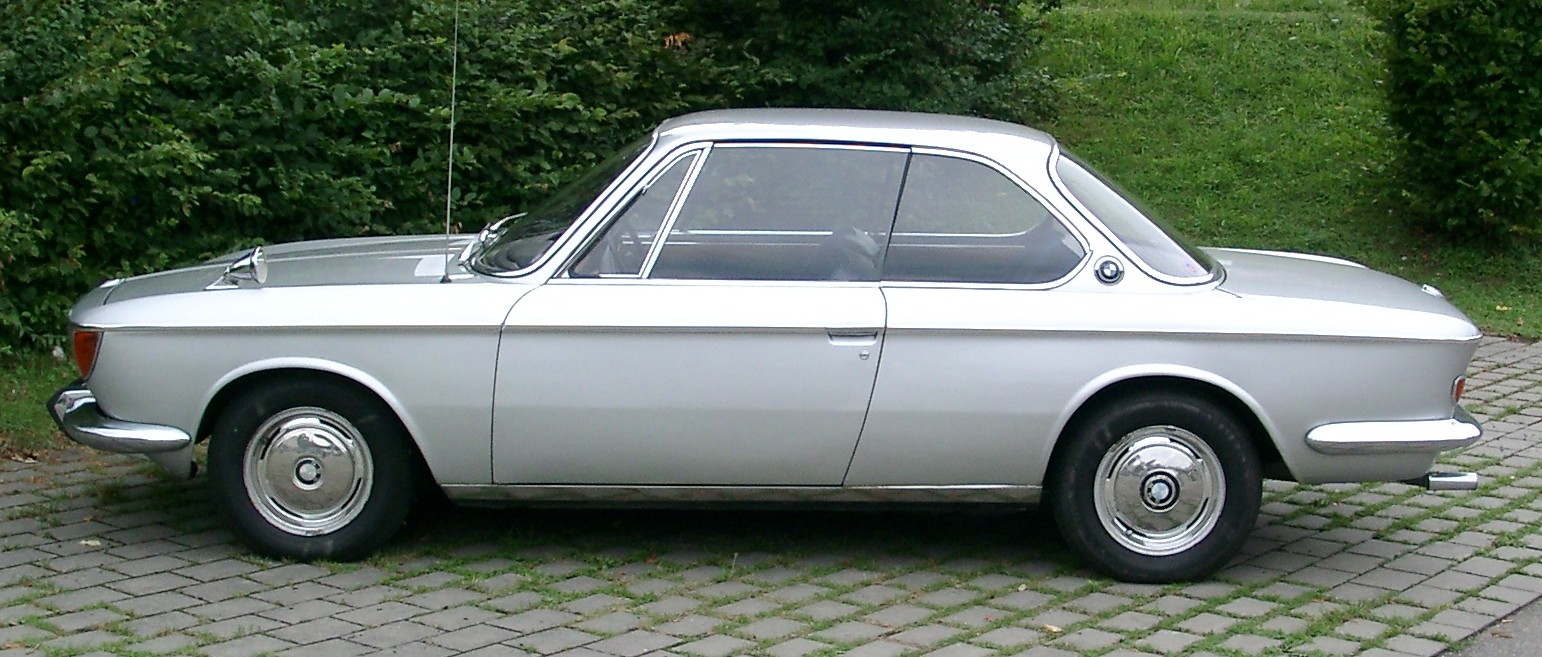
Die Seitenansicht des BMW 2000 CS lässt die Parallelen zum BMW E9 erkennen

Die Neue Klasse bildete den Ausgangspunkt für viele spätere BMW-Baureihen. Noch heute haben fast alle BMW-Modelle den charakteristischen „Hofmeister-Knick“ in der C-Säule, der beim BMW 3200 CS vorgestellt und mit der Neuen Klasse erstmals in nennenswerten Stückzahlen eingeführt wurde. Von der Neuen Klasse wurde die eigenständige BMW-02-Serie (Baureihe 114) abgeleitet; stilistisch mit der Neuen Klasse verwandt war auch die ab 1968 produzierte Oberklasse-Baureihe E3.
Deren Coupé-Variante, beginnend mit dem 1968 vorgestellten BMW 2800 CS (E9), wirkte wie ein völlig neues Fahrzeug, jedoch hatten ihm die Münchner Karosseriebauer – wie die Seitenansicht des BMW 2000 CS verdeutlicht – tatsächlich nur eine modifizierte, etwas längere Frontpartie (für den M30-Sechszylinder) und Doppelscheinwerfer spendiert. Die Nachfolger dieser Baureihen begründeten die noch heute gültige Systematik der BMW-Baureihen: Der BMW 02 wurde 1975 durch die BMW 3er-Reihe (E21) ersetzt, die Neue Klasse ab 1972 durch die BMW 5er-Reihe (E12), der BMW E9 wurde 1975 von der BMW 6er-Reihe (E24) abgelöst und auf die Oberklasse-Baureihe BMW E3 folgte 1977 die BMW 7er-Reihe (E23).